# Dichrogaster pallens
Dichrogaster pallens är en stekelart som beskrevs av Henry Keith Townes, Jr. 1983. Dichrogaster pallens ingår i släktet Dichrogaster och familjen brokparasitsteklar. Inga underarter finns listade i Catalogue of Life.